# Désiré Eyerman
Désiré Joseph Eyerman (Oudenaarde, 27 mei 1819 - Dendermonde, 10 december 1902) was een Belgisch politicus voor de Liberale Partij.

## Levensloop
Eyerman was van beroep advocaat, daarnaast was hij van 1861 tot 1872 burgemeester van Dendermonde. Hij volgde in deze hoedanigheid Charles Poppe op. Zelf werd hij als burgemeester opgevolgd door de katholiek Léon de Bruyn.
Hij was woonachtig in een herenhuis op de Vlasmarkt te Dendermonde.